# Gastromyzon introrsus
Gastromyzon introrsus är en fiskart som beskrevs av Tan 2006. Gastromyzon introrsus ingår i släktet Gastromyzon och familjen grönlingsfiskar. Inga underarter finns listade i Catalogue of Life.